# Тимирязев, Дмитрий Аркадьевич

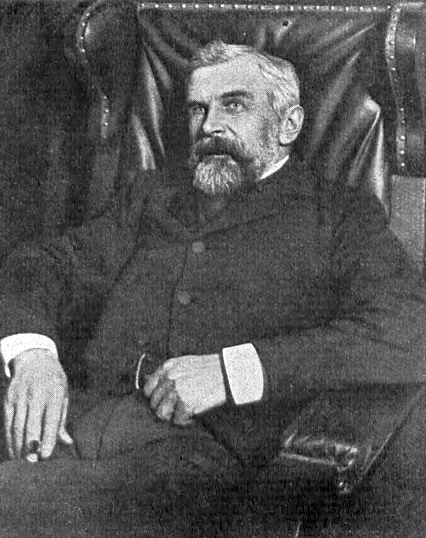
Д. А. Тимирязев.

Дмитрий Аркадьевич Тимирязев (8 (20) июня 1837, Санкт-Петербург, Российская империя — 2 (15) марта 1903, там же) — русский статистик. Брат К. А. Тимирязева, Н. А. Тимирязева и В. А. Тимирязева.

## Биография
По окончании курса в Киевском университете был определён в Департамент мануфактуры и внутренней торговли.
Неоднократно направлялся в командировки с целью организации Всемирных выставок.
В 1878 году назначен чиновником особых поручений министерства финансов, где заведовал финансовой статистикой, состоя редактором «Указателя распоряжений» и «Ежегодника министерства финансов». Назначенный членом совета министерства финансов, вёл переговоры по торговым договорам с Турцией (1884), Румынией (1886) и Сербией (1892).
С образованием в 1894 году министерства земледелия и государственных имуществ назначен членом совета этого министерства, управляющим отделом сельской экономии и статистики и редактором «Известий» министерства.
Издал «Атлас фабрично-заводской промышленности России» (1873) и «Обзор развития главных отраслей промышленности и торговли в России за двадцатилетие с 1855 по 1874 г.» (1876). На Всемирной выставке 1867 года в Париже, был удостоен Бронзовой медали за этот атлас промышленности. 
В 1883 году под его редакцией вышел «Историко-статистический обзор промышленности в России».
В конце жизни работал в редакции журнала «Сын отечества».
Решительно критиковал систему сбора первичных статистических данных о промышленности.
Был защитником интересов сельского хозяйства и кустарных промыслов и противником ультрапротекционизма; сторонник биметаллизма.

## Членство в организациях
- Русского географического общества
- Член-корреспондент Вольного экономического общества промышленности.
- Действительный член Международного статистического института.